# Yirga ‘Alem
Yirga ‘Alem är en ort i Etiopien.   Den ligger i regionen Sidama, i den centrala delen av landet, 260 km söder om huvudstaden Addis Abeba. Antalet invånare är 36 292.